# Théodore Olivier

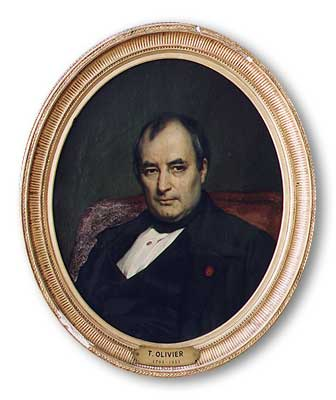
Théodore Olivier

Théodore Olivier (* 14. Januar 1793 in Lyon; † 5. August 1853 ebenda) war ein französischer Mathematiker und Kinematiker.

## Leben
Olivier studierte bis zum Abschluss 1811 am kaiserlichen Lyzeum in Lyon und danach an der École polytechnique in Paris. 1815 wurde er Assistenzprofessor an der Artillerieschule in Metz mit einer vollen Professur ab 1819. Im Jahr 1821 ging er auf Einladung des schwedischen Königs Karl XIV. (ehemals General Bernadotte) nach Schweden, um die Militärschule in Marieberg aufzubauen. Er blieb dort bis 1825. Wieder in Paris gehörte er zu den Kritikern der pädagogischen Ausrichtung der École polytechnique und war 1829 einer der Gründer der École Centrale des Arts et Manufactures. Sie war für die Ausbildung von Maschinenbauingenieuren für die Industrie gegründet worden und wurde von dem Geschäftsmann aus Nantes Alphonse Lavallée finanziert. Neben Olivier waren auch die Wissenschaftler Baptiste Dumas und Eugène Péclet an der Gründung beteiligt. Dort war Olivier Professor für Darstellende Geometrie und Mechanik. Außerdem war er 1830 bis 1844 Professor an der École polytechnique und ab 1838 am Conservatoire National des Arts et Métiers.

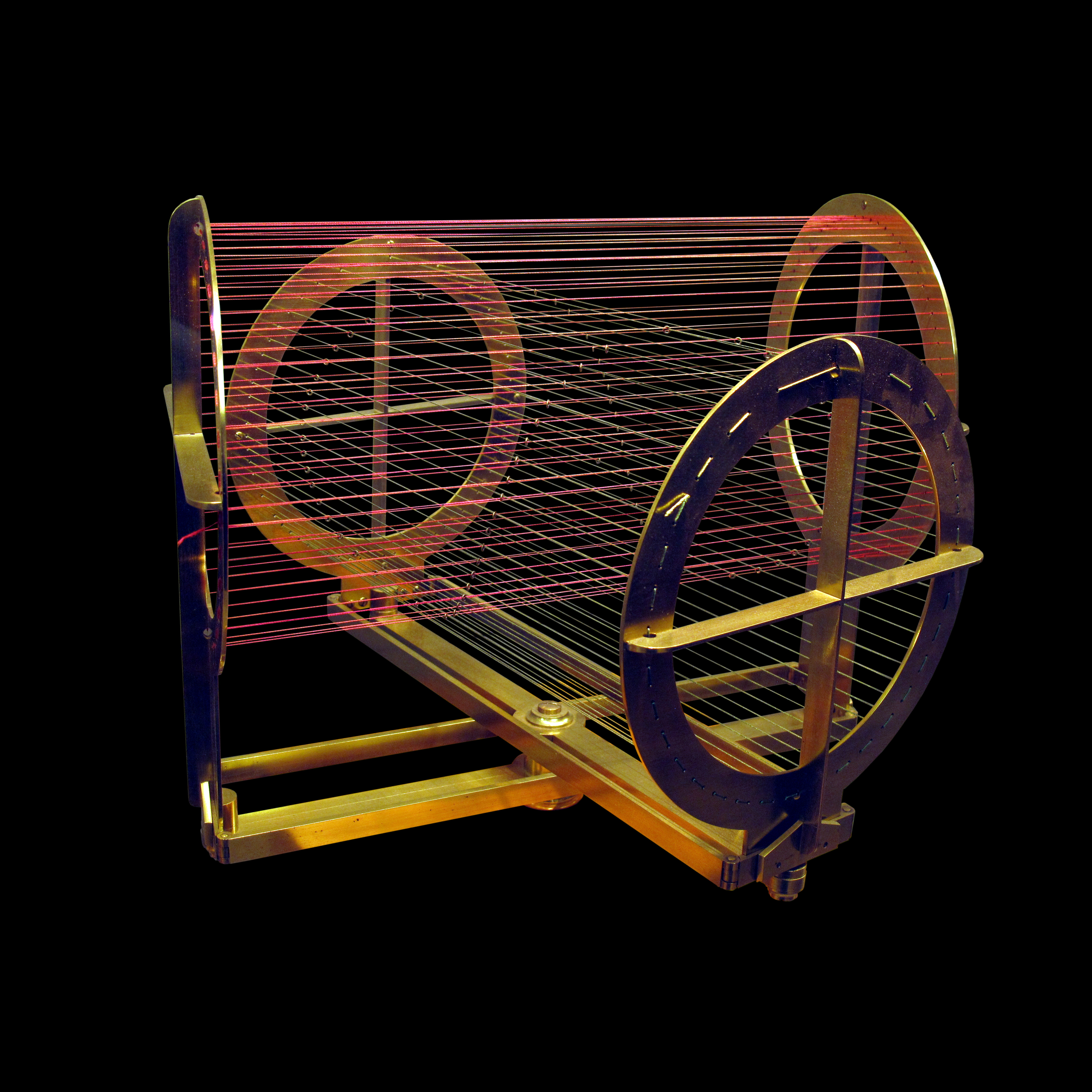
Modell von Olivier, Schnitt zweier Zylinder, Musée des Arts et Métiers

Er ist für die Konstruktion dreidimensionaler Modelle der Geometrie bekannt, die vielfach an nordamerikanische Universitäten verkauft wurden und dort teilweise erhalten sind: West Point und die Columbia School of Mines kauften von Olivier, die Universität Harvard kaufte 1857 auch solche Modelle, Princeton hatte Kopien der Modelle in der Columbia School und William Gillespie vom Union College in Schenectady kaufte 1869 die Modelle aus dem Nachlass von Olivier. Die Modelle waren aus Holz, Draht oder Fäden und Messing. Außerdem baute Olivier  Getriebemodelle (erhalten am Musée des Art et Offices in Paris) und schrieb ein Buch über Kinematik von Getrieben.

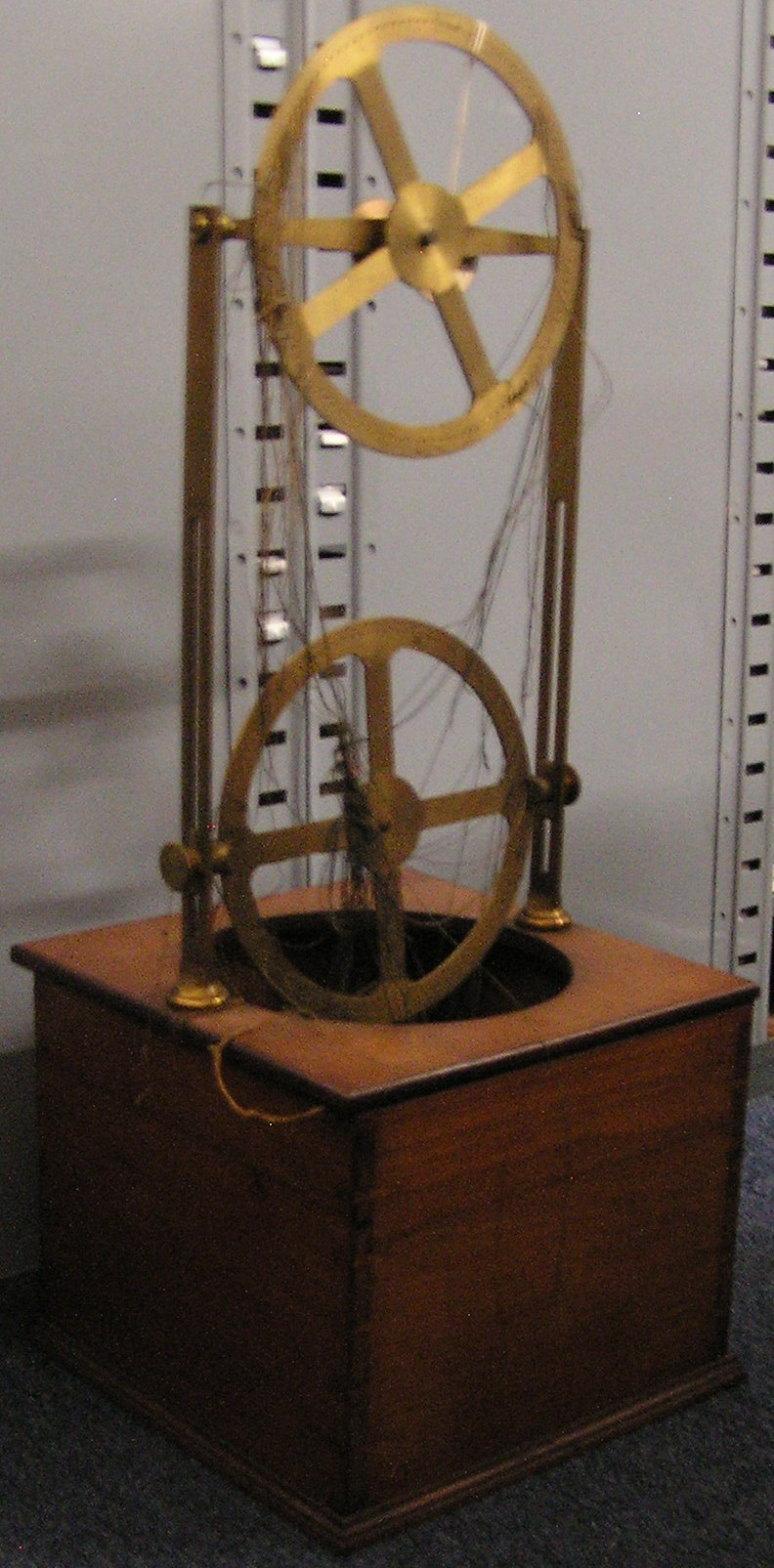
Modell eines Hyperboloids von Olivier im Canada Science and Technology Museum

1827 heiratete er  Marguerite Aline Ramey, die Tochter des Bildhauers Claude Ramey. Die Ehe blieb kinderlos. Er war der Onkel des französischen Entdeckungsreisenden in Westafrika Aimé Olivier de Sanderval (1840–1919).

## Schriften (Auswahl)
- Des éclipses de soleil, Paris, Bachelier, 1834.
- Recherches géométriques sur les centres de courbure des épicycloïdes planes et sphériques, et les développantes sphériques, sur les rayons de courbure des courbes et surfaces du second ordre, avec des applications aux engrenages, Paris, Bachelier, 1834.
- Théorie géométrique des engrenages destinés à transmettre le mouvement de rotation entre deux axes non situés dans un même plan, Paris, Bachelier, 1842.